# 定襄郡 (隋朝)
定襄郡，中国隋朝时设置的郡。
隋炀帝大业三年（607年）改云州为定襄郡，定襄郡下辖大利县，相当今内蒙古自治区和林格尔县西北。隋朝末年被刘武周占据。唐高祖武德元年（618年）改定襄郡为云州，武德三年（620年），东突厥安置杨政道，以大利县为都城。唐太宗贞观四年（630年），唐灭东突厥，将大利县改为定襄县。贞观十四年（640年）将云州移治今山西省大同市。大利县故地设云中城，唐高宗麟德元年（664年）为单于都护府治所。